# The Factory - Lotta contro il tempo
(Tagline)
The Factory - Lotta contro il tempo (The Factory) è un film del 2012 diretto da Morgan O'Neill, con protagonisti John Cusack e Jennifer Carpenter.

## Trama
Il detective della polizia di Buffalo Mike Fletcher sta indagando sul caso di un misterioso serial killer di prostitute, che usa adescare, seviziare e quindi uccidere le proprie vittime, seminando il panico nella città. Quando però la figlia Abby, scambiata per prostituta, viene rapita e tenuta in ostaggio dallo stesso killer a cui dà la caccia, Mike e sua moglie entrano nel panico. Quindi il detective dovrà abbandonare i metodi classici del poliziotto e cercare ad ogni costo di trovare la figlia, servendosi in compenso dell'aiuto della sua valida partner (nonché cara amica), la detective Kelsey Walker.
Mike si mette sulle tracce della figlia, scoprendo che il suo fidanzato Tad è l'ultimo ad averla vista prima del rapimento. Intanto Abby è tenuta prigioniera nella casa del serial killer, Carl, insieme ad altre due ragazze, che lui ha plagiato e condizionato abusando di loro. Una delle due è persino incinta. Carl infatti le costringe a vederlo come una figura paterna ed il suo scopo è proprio quello di metterle incinta e prendersi cura dei bambini.
Dopo varie indagini, Mike e Kelsey trovano la casa di Carl e Mike gli spara uccidendolo dopo aver trovato una nursery con diversi neonati, una "fabbrica di bambini", tutti figli che Carl ha avuto dalle sue precedenti vittime. Purtroppo però Mike viene ferito mortalmente da Kelsey che si rivela essere la complice di Carl, più precisamente la sua prima "vittima" che lui adescò quando era ancora una ragazzina. Era lei che, forte della sua posizione come detective, permetteva sempre a Carl di mantenere un basso profilo. Ormai Kelsey è mossa solo dall'amore morboso che prova per Carl, ma, non riuscendo a rimanere incinta e dargli un figlio, nella sua follia crede che potrà avere la famiglia che ha sempre voluto con i figli che sono nati dalle altre vittime di Carl. Kelsey uccide Mike dopo che questi le rivela che Abby era già incinta (presumibilmente di Tad) e solo a questo punto arriva la polizia, con Kelsey che appare insospettabile agli occhi di tutti.  Inoltre ha nascosto i bambini e tutti, compresa Abby, la vedranno come l'eroe della situazione.
Qualche tempo dopo, Abby torna a casa mentre Kelsey si trasferisce in un'altra città con i "suoi bambini" sotto falso nome, ma commette lo sbaglio di telefonare a Abby per darle le condoglianze per la morte di Mike. Infatti la ragazza, riascoltando il messaggio in segreteria, ha sentito in sottofondo i bambini, facendo intendere che abbia capito quale fosse il vero ruolo di Kelsey in quella terribile vicenda.

## Distribuzione
Originariamente l'uscita del film era prevista per il 19 dicembre 2011, ma la Dark Castle Entertainment ha posticipato l'uscita il 13 giugno 2012, poiché impegnata nella distribuzione di altre due pellicole. L'opera è stata distribuita nei cinema di Stati Uniti, Canada, America Centrale e Meridionale, mentre negli altri paesi del mondo è stato trasmesso principalmente sulle pay TV; in Italia il film è stato trasmesso in prima visione il 6 giugno 2013 su Sky.